# Margarita de Bretaña

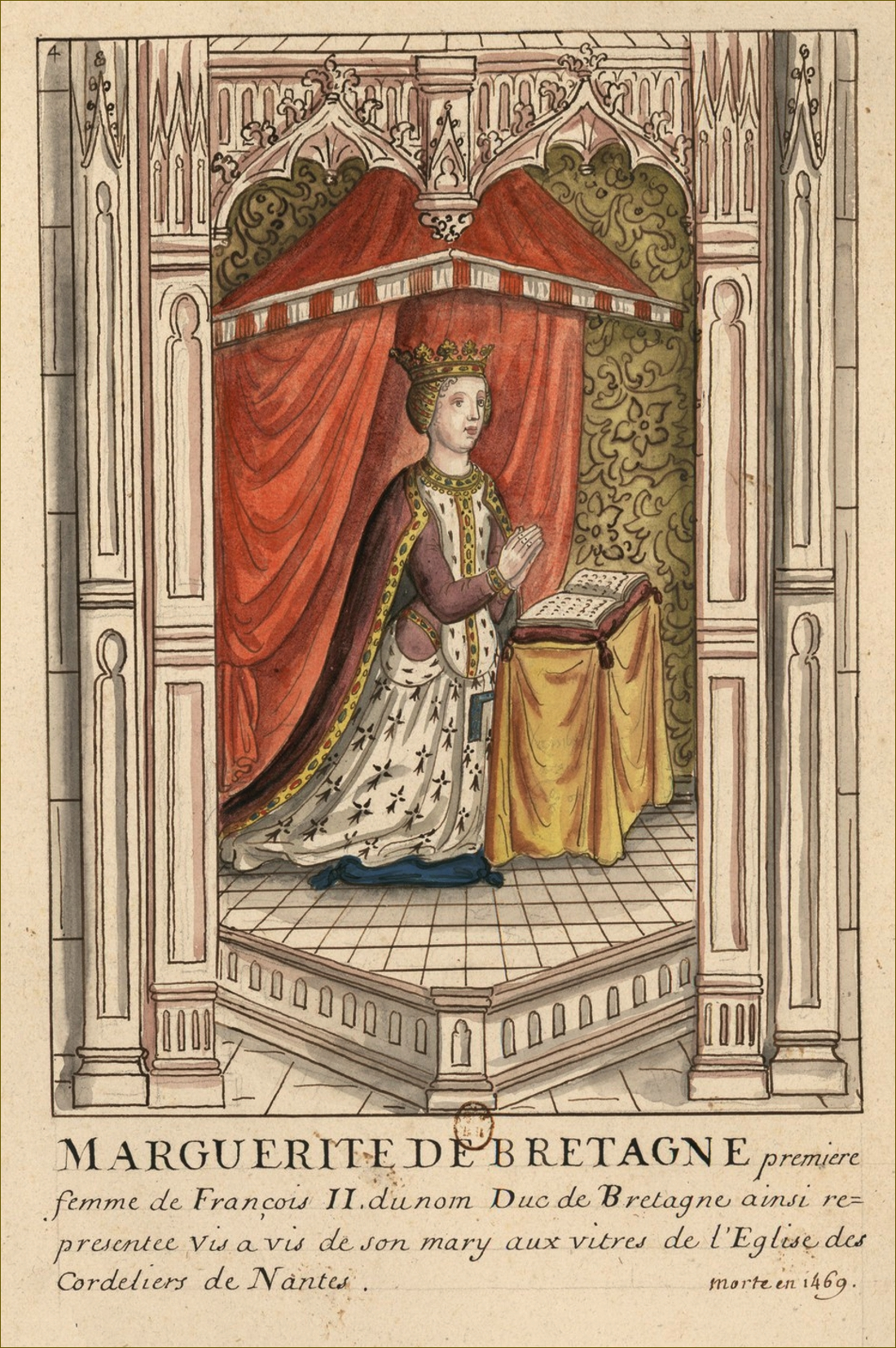
Retrato de Margarita de Bretaña a partir de un antiguo vitral de la iglesia de los Cordeliers de Nantes, destruida durante la Revolución francesa (Colección Gaignères).

Margarita de Bretaña, duquesa consorte de Bretaña (hacia 1443-25 de septiembre de 1469), fue la primera esposa de Francisco II de Bretaña.

## Biografía
Primogénita de Francisco I, duque de Bretaña (muerto en 1450), y su segunda esposa, Isabel de Escocia, Margarita fue nieta de Jacobo I de Escocia.
Desde la Guerra de Sucesión Bretona, Bretaña había asumido la Ley Semi-sálica, por la cual las mujeres no podían heredar mientras no se hubiese extinguido la línea masculina. Tras el Tratado de Guérande, que puso fin a la guerra, ni Margarita ni su hermana María fueron reconocidas como herederas del ducado, por lo que a la muerte de su progenitor, el tío de ambas, Pedro II de Bretaña, lo sucedió como duque de Bretaña. Para evitar futuras disputas debido a la ausencia de herederos por su parte, Pedro arregló el matrimonio de Margarita con su primo Francisco de Étampes, segundo en la orden de sucesión y único miembro masculino de la Casa de Montfort. Asimismo, el duque arregló también el matrimonio de María con Juan II, vizconde de Rohan, el noble más poderoso de Bretaña.
El 13 o el 16 de noviembre de 1455, Margarita contrajo nupcias con Francisco en el castillo de l'Hermine en Vannes, convirtiéndose en duquesa de Bretaña tras el ascenso de su esposo en 1458. El matrimonio tuvo un único hijo, Juan, conde de Montfort, muerto a los tres meses de vida.
Margarita murió a consecuencia de la tuberculosis el 25 de septiembre de 1469 en el castillo de Nantes, siendo enterrada en la catedral de San Pedro y San Pablo, en una tumba construida expresamente para el matrimonio, donde posteriormente sería también sepultada la segunda esposa de Francisco, Margarita de Foix.